# 愛しい人へ (タイナカサチの曲)
『愛しい人へ』（いとしいひとへ）は2007年6月6日にリリースされた、タイナカサチの5枚目のシングル。

## 概要
アルバム「Dear...」から間を置かずにリリースされたシングル。表題曲はNHK衛星第2テレビアニメ『精霊の守り人』エンディングテーマとして使用された。

## 収録曲
（全作詞・作曲：タイナカサチ）
1. 愛しい人へ
  - 編曲：安部潤
  - NHK衛星第2テレビアニメ『精霊の守り人』エンディングテーマ
2. Begin
  - 編曲：小山晃平
3. 愛しい人へ-instrumental-
4. Begin-instrumental-